# بيير شودرلو دي لاكلو
بيير فرانسوا أمبرواز شودرلو دي لاكلو (بالفرنسية:[pjɛʁ ɑbrwaːz fʁɑ.swɑ ʃɔdɛʁlo də laklo] أكتوبر 18 عام 1741- سبتمبر 5 1803) كان روائي فرنسي، المسؤول الماسوني والجنرال الذي اشتهر بكتابة رواية Les Liaisons dangereuses (العلاقات الخطرة) (1782).
يعتبر حالة نادرة في الأدب الفرنسي، وكان لفترة طويلة يُنظر اليه على انه فضيحة كالكاتب الماركيز دي ساد أو نيكولاس إدم ريتيف. كان ضابطا عسكريا ليس لديه أوهام حول العلاقات الإنسانية، وكاتب هواة ومع ذلك، كانت خطته الأولية هي «كتابة عمل يحدث ضجة، والذي سيبقى ذكراه بعد وفاته»؛ من وجهة النظر هذه، حقق معظم أهدافه بشهرة عمله المتميز «علاقات خطرة».
وهي واحدة من روائع الأدب الروائي من القرن ال18، استكشاف المؤامرات الغرامية للطبقة الأرستقراطية. يحتوي على عدد كبير من التعليقات والملاحظات والأفلام النقدية والتحليلية.

## الخلفية
ولد في أميان في عائلة بورجوازية، في عام 1760، بدأ لاكلوس دراساته في مدرسة رويال دي لاستيري دي لا فيير، أسلاف مدرسة الفنون التطبيقية. كملازم شاب خدم لفترة وجيزة في حامية في لاروشيل حتى نهاية حرب السنوات السبع (1763). تبعت المشاركات إلى ستراسبورغ (1765-1769)، غرونوبل (1769-1775) وبيزانسون (1775-1776).
في 1763 أصبح لاكلوس ماسونيًا في نزل «يونانيون» العسكري في مدينة تول.

## روابط خارجية
- بيير شودرلو دي لاكلو على موقع IMDb (الإنجليزية)
- بيير شودرلو دي لاكلو على موقع الموسوعة البريطانية (الإنجليزية)
- بيير شودرلو دي لاكلو على موقع ميوزك برينز (الإنجليزية)
- بيير شودرلو دي لاكلو على موقع قاعدة بيانات برودواي على الإنترنت (الإنجليزية)
- بيير شودرلو دي لاكلو على موقع قاعدة بيانات برودواي على الإنترنت (الإنجليزية)
- بيير شودرلو دي لاكلو على موقع إن إن دي بي (الإنجليزية)
- بيير شودرلو دي لاكلو على موقع قاعدة بيانات الفيلم (الإنجليزية)